# Rodney Harmon

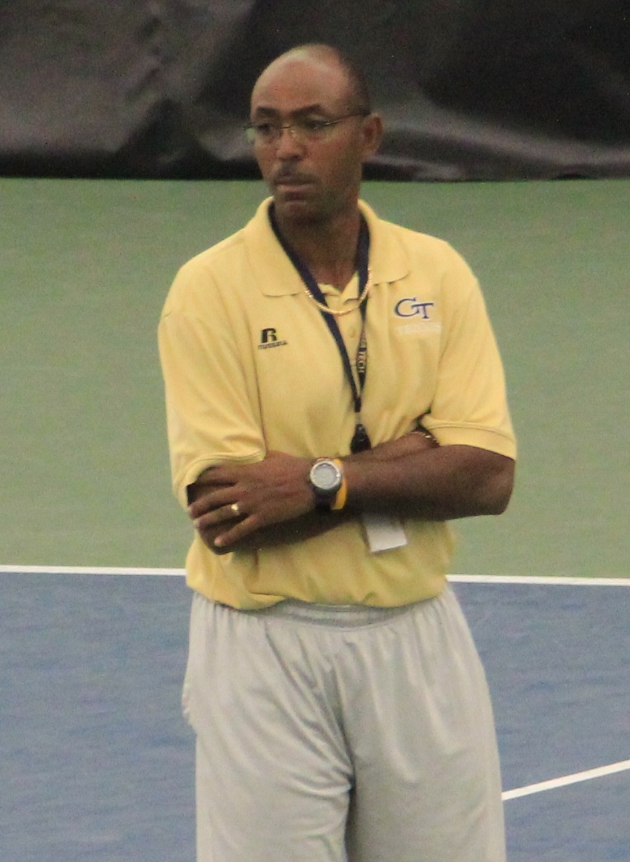

Rodney Harmon (n, 16 de agosto de 1961 en Richmond, Estados Unidos) es un jugador de tenis estadounidense. En su carrera ha conquistado 1 torneo ATP y su mejor posición en el ranking de individuales fue Nº56 en agosto de 1983 y en el de dobles fue Nº203 en marzo de 1985. También es recordado por haber llegado a los cuartos de final del US Open de 1982.